# Basile Tanghe
Basile Tanghe (Bruges, 20 marzo 1879 – Bruges, 13 dicembre 1947) è stato un missionario e vescovo cattolico belga.

## Biografia
Entrò tra i cappuccini della provincia belga dell'ordine nel 1901 e fu ordinato prete lo stesso anno.
Fu inviato nella stazione missionaria dell'Ubanghi, nel Congo belga, nel 1910. Fu nominato prefetto apostolico di quella missione il 16 ottobre 1931.
Dopo l'elevazione della prefettura a vicariato apostolico, fu promosso all'episcopato con il titolo di Tigava e nominato vicario apostolico.
Fondò le congregazioni indigene delle suore Figlie di Maria e dei Fratelli di San Giuseppe.
Rientrò in patria per motivi di salute e morì nella sua città natale.

## Genealogia episcopale
La genealogia episcopale è:
- Vescovo Johannes Wolfgang von Bodman
- Vescovo Marquard Rudolf von Rodt
- Vescovo Alessandro Sigismondo di Palatinato-Neuburg
- Vescovo Johann Jakob von Mayr
- Vescovo Giuseppe Ignazio Filippo d'Assia-Darmstadt
- Arcivescovo Clemente Venceslao di Sassonia
- Arcivescovo Massimiliano d'Asburgo-Lorena
- Vescovo Kaspar Max Droste zu Vischering
- Vescovo Joseph Louis Aloise von Hommer
- Vescovo Nicolas-Alexis Ondernard
- Vescovo Jean-Joseph Delplancq
- Cardinale Engelbert Sterckx
- Vescovo Jean-Joseph Faict
- Cardinale Pierre-Lambert Goossens
- Vescovo Gustave Joseph Waffelaert
- Vescovo Henricus Lamiroy
- Vescovo Basile Tanghe, O.F.M. Cap.